# Eremostachys sanglechensis
Eremostachys sanglechensis là một loài thực vật có hoa trong họ Hoa môi. Loài này được Rech.f. mô tả khoa học đầu tiên năm 1955.